# フロンティアファクトリー
合同会社フロンティアファクトリー（英語表記:Frontier Factory Co., Ltd.）は、札幌市東区に本社を置く日本のゲーム会社。
PBWの企画・製作を主な業務としている。フロンティアファクトリーは経営理念である「未開拓領域への挑戦」に由来する。

## 沿革
- 2013年10月10日に設立。
- 2013年12月19日に「思い描いたカレシといちゃいちゃ出来る新感覚恋愛ゲーム！」とのキャッチコピーと共に、PBW業界初となる恋愛ゲーム、『あなたと! らぶてぃめっとステージ!』のサービスを開始した。
- 2015年12月23日には、業界初の試みとなる「オトメール」（キャラクターになりきりメールを送り、恋人からのメールを選択した『ウェブアクター(WA)』と呼ばれるクリエイターが返信を行う）を実装した。
- 2017年3月21日に「無限に広がる空を舞台にプレイヤーと嫁が、縦横無尽に駆け巡る王道ファンタジーPBW」とのキャッチコピーと共に、第二段PBWコンテンツとなる『俺の嫁とそそらそら』のクリエイター（ゲームマスター、イラストレーター、ボイスアクター）募集を行っている。
- 2017年4月1日に運営するコンテンツ情報を更新することを目的とした、ポータルサイトの開設を行った。
- 2017年6月1日に『俺の嫁とそそらそら』のサービスを開始。今後のストーリー展開をユーザーへすべて一任する大規模イベントを開催した。
- 2018年3月14日に『煉界のディスメソロジア』のサービスを開始。
- 2018年8月16日に『俺の嫁とそそらそら』のサービスを終了。
- 2018年9月30日に『あなたと! らぶてぃめっとステージ!』のサービスを終了。
- 2018年10月4日に『ゆうしゃのがっこ〜!』のゲームマスター募集を開始。
- 2018年11月30日に『ゆうしゃのがっこ〜!』のサービスを開始。
- 2022年12月31日、PBWコンテンツ終了に伴い『ゆうしゃのがっこ〜!』『煉界のディスメソロジア』のサービスを終了。

## 影響力
PBWにて業界初となる恋愛ゲームのリリースを行った。

## 主な作品

### 現在運営中の作品
- あなたと! らぶてぃめっとステージ!（2013年12月開始 - 2018年9月30日サービス終了）
- 俺の嫁とそそらそら（2017年6月開始 - 2018年8月16日サービス終了）
- 煉界のディスメソロジア（2018年3月開始 - 2022年12月31日サービス終了）
- ゆうしゃのがっこ〜!（2018年11月開始 - 2022年12月31日サービス終了）